# Kinsabba
Kinsabba, Kinsaba o Kansaba (en árabe: كنسبا‎) es un poblado en el noroeste de Siria, localizado en la mintaqah de Al-Haffah, al noreste de la gobernación de Latakia. En el censo de 2004, registró una población de 514 habitantes, todos cristianos Con otros 35 poblados y aldeas, conforma el una nahiya de 17.000 habitantes, de la cual es cabecera.

## Geografía humana
Kinsabba de población cristiana, se encuentra en medio de una gran diversidad religiosa y étnica, en una región montañosa de la ciudad alauita de Slinfah, al sur; cerca del poblado sunita de Salma (pueblo sunita); la ciudad de Al-Haffah, la principal, con más del 40% de los residentes sunitas, otro tanto alauita, y el 10% son cristianos; al suroeste están Balloran y Umm al-Tuyour donde la mayoría de los habitantes son turcomanos; al oeste está Qastal Ma'af, mayoritariamente alauita; al noroeste al-Najiyah; al noreste Qarqur; y al sureste Sirmaniyah.
Durante la guerra civil, la población ha sido escenario de grandes combates entre el frente Al-Nusra y el ejército de Siria.